# Älvsjö AIK
Älvsjö AIK ist ein schwedischer Sportverein aus Süd-Stockholm. Er wurde am 23. Mai 1915 gegründet. Seine sportlichen Hauptaktivitäten liegen bei Fußball und Unihockey (schwedisch: innebandy).
2003 fusionierte die Frauenfußballabteilung des Älvsjö AIK FF mit dem Verein Djurgårdens IF und spielte fortan als Djurgårdens IF/Älvsjö weiter. Gleich in der ersten Saison wurde die Meisterschaft gewonnen. 2005 stand die Mannschaft sogar im Finale des UEFA Women’s Cup, unterlag jedoch dem 1. FFC Turbine Potsdam. Im Februar 2007 löste Älvsjö AIK die Fusion wieder auf.
Älvsjö AIK wurde in den Jahren 1995, 1996, 1997, 1998 und 1999 schwedischer Meister und gewann drei Mal den Svenska cupen im Frauen-Fußball. Der Verein richtet einen eigenen Pokal-Wettbewerb aus, den sogenannten „Ersans pokal“, der nach Ernst „Ersan“ Karlsson benannt ist, welcher sich um den Verein verdient gemacht hat.

## Geschichte
Die Fußballsparte des Vereins hatte seine erfolgreichste Zeit während der 1940er-Jahre, in denen er verschiedene Meisterschaften in den schwedischen Regionalligen (distriktsmästerskap / DM) gewann. Die Fußballsektion des Älvsjö AIK wurde schließlich als eigener Fußballverein Älvsjö AIK Fotbollsförening selbständig.
Der Verein hat durch die Jahre viele bekannte Spieler hervorgebracht, die auch in der höchsten schwedischen Liga, (Allsvenskan), spielten: unter anderem: Jan-Erik Sjöberg, Börje Leback, Yngve Leback, Birger Jacobsson, Micke Rönnberg, Micke Andersson, Niclas Kindvall, Thomas Nilsson und zuletzt Elias Storm (Djurgårdens IF) sowie Olof Guterstam (IF Brommapojkarna).
Der größte Erfolg der Herrenmannschaft des Älvsjö AIK FF ist der Aufstieg in die Division 2 im Jahre 1968, die zu dieser Zeit die zweithöchste Liga in Schweden war. Gegenwärtig spielt die Herrenmannschaft in der „division 2 norra svealand“.
Die Frauenmannschaft von Älvsjö AIK ist im Jahre 2006 in die „division 1“ aufgestiegen.
Die Eishockeyabteilung des Vereins nahm in der Saison 1941 an der damals noch im Pokal-Modus ausgetragenen schwedischen Meisterschaft teil.